# Meistriliiga
De Meistriliiga (om sponsorredenen ook wel A. Le Coq Premium Liiga genoemd) is de hoogste voetbalcompetitie in het voetbalsysteem van Estland en wordt georganiseerd door de Estse voetbalbond, de EJL. Vanwege de ligging van Estland in het noordoostelijke deel van Europa begint de competitie in maart en eindigt deze in november.

## Geschiedenis
De Meistriliiga werd in 1991 opgericht in opvolging van de competitie die in de SSR Estland werd gespeeld. Deze competitie verving in 1945 op haar beurt de competitie die van 1921-1944 gespeeld werd in het onafhankelijke Estland, voor de inname door de Sovjet-Unie.

## Opzet
De competitie bestaat uit tien clubs, die vier keer per jaar tegen elkaar uitkomen, waardoor elke club 36 competitiewedstrijden afwerkt.
Zoals de Estische voetbalbond er nu voor staat in de UEFA-coëfficiënten, plaatst de kampioen zich voor de eerste voorronde van de UEFA Champions League. De nummer twee plaatst zich samen met de winnaar van de Beker van Estland voor de eerste voorronde van de UEFA Conference League. FC Flora Tallinn werd in 2021 de eerste Estische club ooit die zich kwalificeerde voor de groepsfase van een Europees toernooi.
Aan het eind van het seizoen degradeert de nummer tien van de ranglijst naar de Esiliiga. Vanuit de Esiliiga promoveert de kampioen of, in het geval de kampioen een B-team is, het hoogst geëindigde A-team. De nummer negen uit de Meistriliiga en de nummer twee of, in het geval dit een B-team is, het eerstvolgende A-team uit de Esiliiga spelen tevens een promotie/degradatie play-off.

## Deelnemende clubs 2025
| Club            | Plaats             | Stadion                   | P 2024  |
| --------------- | ------------------ | ------------------------- | ------- |
| FCI Levadia     | Kristiine, Tallinn | A. Le Coq Arena           | 1e      |
| Flora Tallinn   | Kristiine, Tallinn | A. Le Coq Arena           | 4e      |
| Kuressaare      | Kuressaare         | Kuressaare linnastaadion  | 8e      |
| Narva Trans     | Narva              | Narva Kreenholmi Staadion | 6e      |
| Nõmme Kalju     | Nõmme, Tallinn     | Hiiu staadion             | 2e      |
| Harju JK Laagri | Laagri             | Laagri kunstmurustaadion  | 1e (EL) |
| Paide           | Paide              | Paide linnastaadion       | 3e      |
| Kalev Tallinna  | Kesklinn, Tallinn  | Kalevi Keskstaadion       | 9e      |
| Tammeka         | Tartu              | Tamme Staadion            | 5e      |
| Vaprus          | Pärnu              | Pärnu Rannastaadion       | 7e      |

## Kampioenen

### Estland 1921-1944
* 1938, 1939 en 1940 waren herfst/lente competities.

### Meistriliiga 1992-heden
* Van 1992/93 tot en met 1997/98 waren het herfst-/lentecompetities.

### Titels per team
| Club                | Stad    | Titels | Seizoenen (1921-1940, 1992-2024)                                                                  |
| ------------------- | ------- | ------ | ------------------------------------------------------------------------------------------------- |
| FC Flora Tallinn    | Tallinn | 15     | 1993/94, 1994/95, 1997/98, 1998, 2001, 2002, 2003, 2010, 2011, 2015, 2017, 2019, 2020, 2022, 2023 |
| FCI Levadia Tallinn | Tallinn | 11     | 1999, 2000; 2004, 2006, 2007, 2008, 2009, 2013, 2014, 2021, 2024                                  |
| SK Tallinna Sport   | Tallinn | 9      | 1921, 1922, 1924, 1925, 1927, 1929, 1931, 1932, 1933                                              |
| Estonia Tallinn     | Tallinn | 6      | 1934, 1935, 1936, 1938, 1939, 1943                                                                |
| JK Kalev Tallinn    | Tallinn | 2      | 1923, 1930                                                                                        |
| Nõmme Kalju FC      | Tallinn | 2      | 2012, 2018                                                                                        |
| FC Norma Tallinn    | Tallinn | 2      | 1992, 1993                                                                                        |
| FC Lantana Tallinn  | Tallinn | 2      | 1996, 1997                                                                                        |
| Tallinna JK Legion  | Tallinn | 2      | 1926, 1928                                                                                        |
| FC Infonet          | Tallinn | 1      | 2016                                                                                              |
| PK Olümpia Tartu    | Tartu   | 1      | 1940                                                                                              |
| FC TVMK Tallinn     | Tallinn | 1      | 2005                                                                                              |

Meistriliiga ·
Esiliiga ·
Esiliiga B ·
II liiga ·
III liiga ·
IV liiga ·
Naiste Meistriliiga

Beker ·
Supercup

Estisch voetballer van het jaar · Stadions

Nationaal: Mannen · Vrouwen